# لوتشيانو مارتينو
لوتشيانو مارتينو (بالإيطالية: Luciano Martino)‏ هو منتج أفلام وكاتب سيناريو ومخرج وممثل إيطالي، ولد في 22 ديسمبر 1933 بروما في إيطاليا، وتوفي في 14 أغسطس 2013 في كينيا بسبب مرض.

## أعمال

### أفلام
- (1975) زورو

## وصلات خارجية
- لوتشيانو مارتينو على موقع IMDb (الإنجليزية)
- لوتشيانو مارتينو على موقع ألو سيني (الفرنسية)
- لوتشيانو مارتينو على موقع أول موفي (الإنجليزية)
- لوتشيانو مارتينو على موقع قاعدة بيانات الأفلام السويدية (السويدية)
- لوتشيانو مارتينو على موقع قاعدة بيانات الفيلم (الإنجليزية)
- لوتشيانو مارتينو على موقع كينوبويسك (الروسية)